# شهرت (آلبوم)
شهرت (به انگلیسی: The Fame) اولین آلبوم استودیویی اثر خواننده آمریکایی لیدی گاگا است که در تاریخ ۱۹ اوت ۲۰۰۸ توسط اینترسکوپ رکوردز. این آلبوم نقدهای مثبتی را دریافت کرد و در کشورهایی مثل ایالات متحده، انگلستان، کانادا، استرالیا، آلمان، سوئیس و ایرلند اول شد و در بیلبورد ۲۰۰تایی آمریکا دوم شد. آلبوم شهرت توانست در سطح جهان حدود ۱۲ میلیون نسخه فروش کند. ۲ آهنگِ اول این آلبوم یعنی فقط برقص و چهره بی‌حالت هر دو به آهنگ‌هایی موفقی در سطح جهان تبدیل شدند. ترانه فقط برقص در چارت ۶ کشور از جمله ایالت متحده و در بیلبورد هات ۱۰۰ آمریکا صدرنشین شد. آهنگ چهره بی‌حالت نیز در اکثر چارت‌های جهان اول شد و موفقیت‌های جهانی را نصیب گاگا کرد.
در اواخر سال ۲۰۰۹، شهرت برای شش جایزه گرمی نامزد دریافت جایزه بود و برای بهترین ضبط برای رقص «چهره پوکر» به دست آورد. همچنین کسب جایزه بهترین آلبوم الکترونیک / رقص در نسخه ۲۰۱۰. در تاریخ ۱۶ فوریه ۲۰۱۰، موفق به کسب جایزه بریت مراسم اعطای جوایز در سال ۲۰۱۰ برای بهترین آلبوم بین‌المللی.